# Kinn az orosz vadonban
A Kinn az orosz vadonban (Wild Russia) című filmsorozat Oroszország tájait mutatja be, miközben megismerkedünk az ottani állat- és növényvilággal. Láthatóak benne a kamcsatkai vulkánok, rénszarvascsordák Szibériában és a magas hegykúpok a Kaukázuson. 
A sorozat magyar narrátora Szersény Gyula volt.

## Részek

### Szibéria
A benne lévő állatok:
- Holló
- Szürke farkas
- Jakut ló
- Hódaru: összesen 3500 él az északi féltekén.
- Pézsma szarvas
- Rénszarvas
- Kerceréce
- Tegzes
- Sztyeppi sikló
- Ürge
- Csíkos mókus
- Szögletesfogsorú gőte: akár évekig fagyott állapotban lehetnek. Ha elég meleggé válik az idő, feléled, mintha mi se történt volna.
- Vadló
- Teve
- Golyvás gazella
- Argali
- Bajkál fóka
- Barna medve
- Hangya
- Kőszáli kecske
- Vaddisznó

### Sarkvidék
Az előforduló állatok:
Ez a terület kétszer nagyobb, mint Ausztrália.
- Grönlandi fóka
- Sarki lúd és más költő madarak
- Sarki róka
- Pajzsos cankó
- Lemming
- Pézsmatulok
- Rénszarvas
- Hóbagoly
- Beluga
- Rövidujjú csüllő
- Lumma – egyedszámuk az 1 000 000-t is megközelíti
- Jegesmedve
- Rozmár

### Kamcsatka
Az itt lévő állatok:
- Óriásrétisas
- Lazac
- Vörös róka
- Rövidcsőrű siketfajd
- Hófajd
- Barna medve
- Hermelin
- Barázdabillegető
- Havasi juh
- Rénszarvas
- Rozsomák

### Kaukázus
(Ötször nagyobb terület, mint Magyarország)
- Kaukázusi zerge
- Barna medve
- Vaddisznó
- Fakopáncs
- Eurázsiai hiúz
- Dámszarvas
- Szajga (Tatár antilop)
- Sün
- Szkolopendra
- Pártásdaru
- Teknősök
- Gyíkfejű agáma
- Keselyű
- Jégmadár
- Hiúz
- Mókus
- Lábatlan gyík